# Імпічмент у Сполучених Штатах Америки

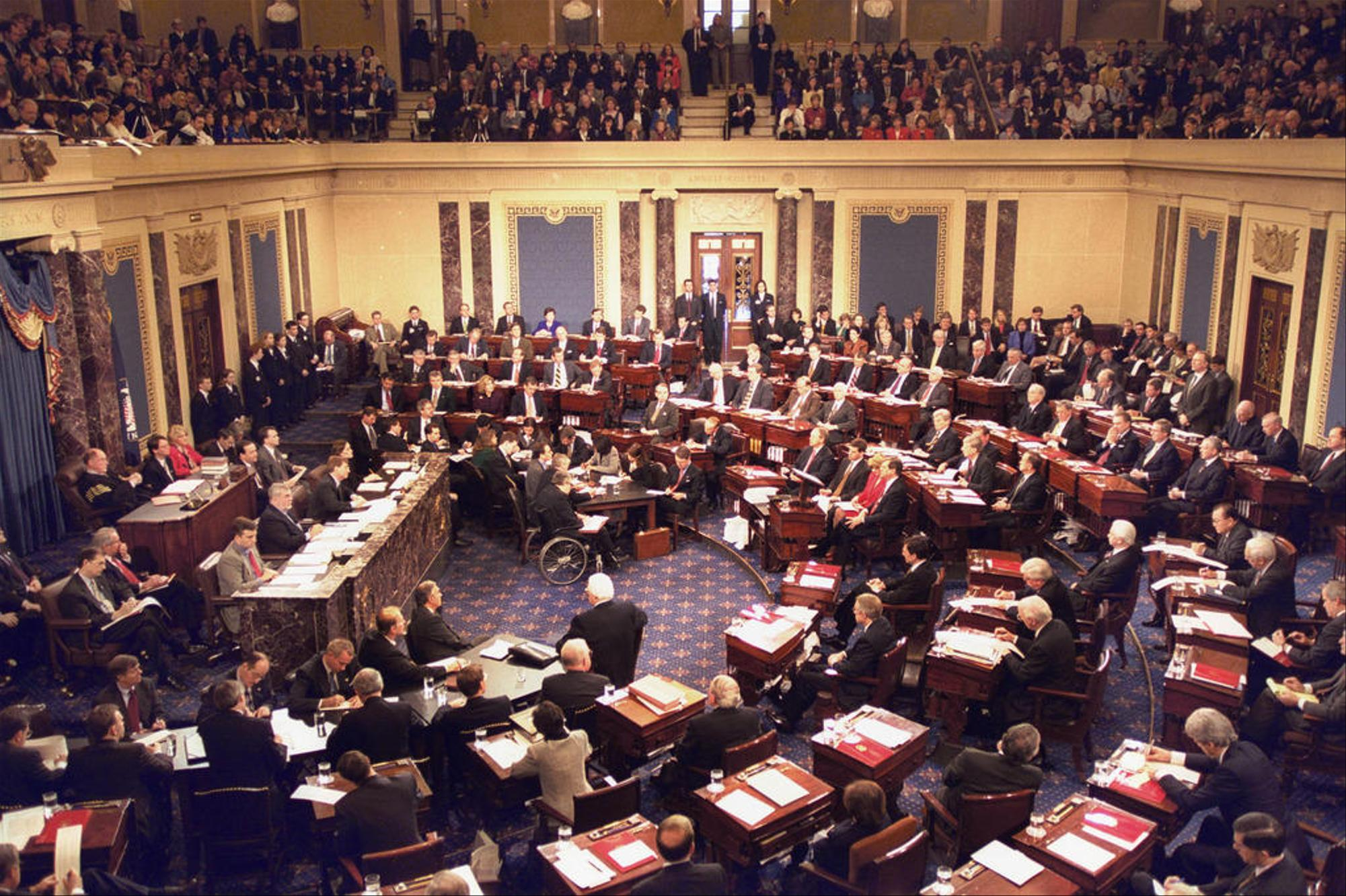
Процес імпічменту Президента Білла Клінтона в 1999 році, голова процесу — Голова Верховного Суду Вільям Ренквист. Представники Палати сидять навколо чверть-круглих столів зліва, а особистий радник президента — справа, аналогічно до того, як відбувався розгляд імпічменту Президента Ендрю Джонсона.

Імпічмент у Сполучених Штатах Америки — офіційне звинувачення державному службовцю за ймовірно вчинені злочини, яке висувається представниками законодавчої влади. Більшість імпічментів стосувалася злочинів, імовірно скоєних під час перебування на посаді, хоча було кілька випадків, коли Конгрес притягав до відповідальності та засуджував чиновників частково за колишні злочини. Розгляд такого звинуваченням та подальше зняття з посади на підставі визнання вини відбувається окремо від акту самого імпічменту.
Імпічмент є аналогом обвинувального висновку у судовому провадженні; розгляд імпічменту здійснюється аналогічно до судового розгляду суддею та присяжними засідателями у звичайних судах. Як правило, імпічмент оголошує нижня палата парламенту, у свою чергу верхня палата проводить розгляд справи.
У Філадельфійській Конвенції Бенджамін Франклін зазначив, що історично зняття з посад «шкідливих» керівників досягалося шляхом вбивства. Франклін припустив, що процесуальний механізм для зняття з посад (тобто, імпічмент) буде кращим.
На федеральному рівні, у статті II Конституції США у розділі 4 зазначено, що «президент, віцепрезидент та всі державні службовці Сполучених Штатів Америки, повинні бути відсторонені від посади в порядку імпічменту, і засудженні за зраду, хабарництво або інші серйозні злочини і проступки». Виключне право імпічменту має Палата Представників, у той час як Сенат США має виключне право розслідування в порядку імпічменту. Зняття з посади за результатами процедури імпічменту здійснюється автоматично, на підставі визнання вини в Сенаті. У процесі Ніксон проти США (1993), Верховний суд ухвалив, що федеральні судові органи не мають права розглядати такі справи.
В історії США розслідування імпічменту ініційовувалося Комітетом з юстиції Палати представників Конгресу США проти чотирьох президентів США: Ендрю Джонсона (7 лютого 1868 року), Річарда Ніксона (6 лютого 1974 року), Білла Клінтона (6 лютого 1998 року) та Дональда Трампа (24 вересня 2019 року та 11 січня 2021 року). З них, проти — Ендрю Джонсона, Білла Клінтона та Дональда Трампа — нижня палата чотириразово проголосувала абсолютною більшістю за імпічмент, однак верхня палата не змогла набрати необхідну кількість голосів (⅔) за усуненя їх з посади. Процес імпічменту Річарда Ніксона був технічно невдалим, оскільки той подав у відставку ще до голосування повним складом Палати відносно його імпічменту. Дональда Трампа піддавався двом процедурам імпічменту. 18 грудня 2019 року та 13 січня 2021 року нижня палата Конгресу проголосувала за імпічмент, проте верхня палата 5 лютого 2020 року та 13 лютого 2021 року його виправдала. Жоден президент США не був усунений з поста після імпічменту.
Законодавчі органи окремих штатів можуть оголосити імпічмент представникам органів влади штату, включно з губернаторами, згідно з конституціями відповідних Штатів.

## Федеральний імпічмент

### Палата Представників
Процедура імпічменту може бути розпочата членом Палати Представників за власною ініціативою, або за поданням під присягою списку пред’явлених обвинувачень, або на підставі прохання про передачу на розгляд до відповідного комітету. Процес імпічменту може бути ініційовано й не членом Палати. Наприклад, коли Конференція Суддів Сполучених Штатів Америки припустила, що Федеральний суддя може бути притягнутий до відповідальності в порядку імпічменту, звинувачення в діях, які є підставою для імпічменту, може бути здійснене спеціальним прокурором, Президентом, державою, територіальними законодавчими органами, присяжними або за петицією.
Тип винесення імпічменту визначає комітет, до повноважень якого він належить. Постанова про імпічмент стосовно конкретної особи зазвичай належить до повноважень Комітету Палати Представників по судовій системі. Постанова про санкціонування розслідування щодо поведінки, яка може призвести до імпічменту, передається до Комітету Палати Представників з нагляду за дотриманням правил, а потім — до юридичного Комітету. Комітет Палати Представників судової влади більшістю голосів буде визначати, чи існують підстави для імпічменту.
Якщо Комітет знаходить підстави для імпічменту, вони викладаються у конкретному звинуваченні в неправомірних діях чи неналежній поведінці, передбачених однією чи кількома статтями імпічменту. Резолюція про Імпічмент, або Артикул(и) імпічменту, передаються на розгляд всього складу Палати з рекомендаціями Комітету.
Палата обговорює резолюції і може при винесенні висновку розглянути резолюцію у цілому або голосувати по кожній статті імпічменту окремо. Для продовження процедури необхідна проста більшість присутніх, що беруть участь у голосуванні і вона є обов'язковою для кожної статті або резолюції в цілому. Якщо Палата голосує за імпічмент, обирають представників (їх називають «представники Палати» та «провідні представники Палати») з метою викладення суті справи на розгляді Сенатом.
Останнім часом представників призначають резолюцією, хоча історично Палата час від часу обирала представників або передавала резолюцію, що передбачає призначення представників, на розсуд спікера Палати Представників. Ці представники здійснюють обвинувачення приблизно як обвинувачення здійснюється окружним прокурором у стандартному кримінальному процесі.
Крім того, Палата ухвалює резолюцію для того, щоб повідомити Сенат про свої дії. Після отримання повідомлення, Сенат затверджує наказ, повідомивши про це Палати, що він готовий до прийому представників. Тоді представники Палати постають перед Сенатом і викладають обвинувачення відповідно до статей імпічменту. Після оголошення обвинувачення, представники повертаються та усно доповідають Палаті.

### Сенат

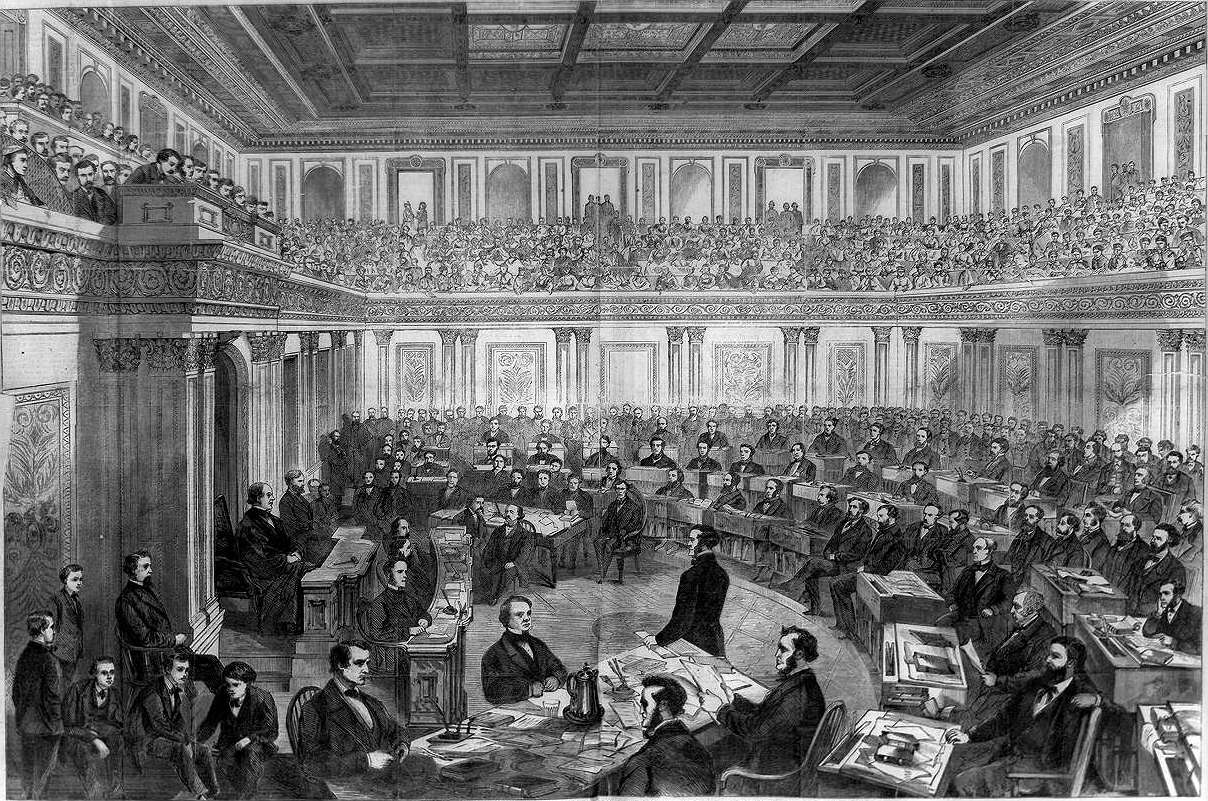
Зображення процесу імпічменту президента Ендрю Джонсона у 1868 році, Головуючий суддя Селмон Чейз.

Процедура здійснюється у формі судового розгляду, кожна сторона має право на виклик свідків та проведення перехресного допиту. Члени палати, яким надається колективна назва представники в ході судового розгляду, пред'являють обвинувачення, а ті посадові особи, що підлягають імпічменту, мають право захищатися за допомогою власних адвокатів. Сенатори також повинні прийняти присягу або заяву, що вони будуть виконувати свої обов'язки чесно і з використанням належних процедур (на відміну від Палати Лордів Парламенту Сполученого Королівства, які голосують за їхню честь). Вислухавши звинувачення, Сенат, як правило, радиться у приватному порядку. Конституція США вимагає дві третини голосів для винесення обвинувального вироку.
Сенат виносить своє рішення, яким може бути як засудження, так і виправдання, копія рішення подається до державного секретаря. За результатами вироку, посадова особа автоматично відсторонюється від посади, а також може бути позбавлена права займати у майбутньому таку посаду. Відсторонена посадова особа також може бути притягнута до кримінальної відповідальності. Президент не може помилувати у разі імпічменту, але може при будь-якому результаті розгляду кримінальної справи.
На початку 1980-х років Сенат після справи з Гаррі Клейборном почав використовувати «Судові Комітети з імпічменту» відповідно до правила 11 Сенату. Ці Комітети головували під час доказової фази розгляду справи, судового слідства, допиту та перехресного допиту свідків. Потім Комітети повинні скласти доказовий запис і представити його до Сенату; після чого всі сенатори будуть мати можливість ознайомитися з доказами до того, як Палати проголосують за те, щоб звинуватити особу чи виправдати. Мета цих комітетів полягала в максимальному спрощенні процедури імпічменту, які в іншому випадку зайняли б більшу частину часу роботи Палати. Відповідачі оскаржили використання цих комітетів, стверджуючи, що їх наявність є прямим порушенням їх прав на справедливий розгляд справи, тому що лише конституційні повноваження Сенату як органу, передбачають «виключне право на проведення розслідування у порядку імпічменту». Кілька усунутих з посад суддів вимагали втручання суду до їх процедури імпічменту за цих підстав, однак суд відмовився брати участь у процесі з огляду на надання Конституцією повноважень для проведення імпічменту та зняття з посади виключно законодавчій владі, роблячи це політичним питанням.

### Історія
У Сполученому Королівстві імпічментом була процедура, при якій член Палати Громад міг звинувачувати кого-небудь у злочині. Якщо Палата Громад проголосувала за імпічмент, то розгляд у подальшому проводився у Палаті Лордів. На відміну від Білля про позбавлення громадянських та майнових прав, закону про визнання особи винною у вчиненні злочину, імпічмент не потребує королівської згоди, тому він може бути використаний для зняття з посад небажаних служителів корони, навіть якщо король намагався їх захистити.
Однак сам король був понад законом і до нього неможливе застосування процедури імпічменту, також неможливим було визнання його дійсно винним у вчиненні будь-якого злочину.
Коли король Карл I постав перед парламентом Охвістя армії нового зразка у 1649 році він заперечував, що вони мали право на законних підставах звинуватити його, свого царя, чия влада була дана Богом і законами країни, зауважуючи, що: «ніяка земна сила не може по праву називати мене (вашого Короля) злочинцем ... жодний досвідчений адвокат не буде стверджувати, що імпічмент може бути висунутий проти царя». У той час як Палата Громад визнала його винним та призначила смертну кару, юрисдикційний питання залишилися невирішеними, а сам процес звинувачення - заплямованим.
З урахуванням цього прикладу, делегати Конгресу у Філадельфії прийняли рішення про включення процедури імпічменту до статті II Розділ 4 Конституції, яка може бути застосована до будь-якого представника державної влади, з метою уникнення двозначності у ній чітко згадується Президент. Однак думки відносно підстав за яких Конгрес має право ініціювати імпічмент розійшлися.
Початкові проєкти перераховували тільки зраду та хабарництво, однак Джордж Мейсон виступав за імпічмент на підставі «неправомірних дій адміністрації» (некомпетентність). Джеймс Медісон стверджував, що імпічмент повинен бути застосований тільки за злочинну поведінку, підкреслюючи, що порушення, допущені за стандартом некомпетентності фактично означали, що Президент буде виконувати волю Сенату. Таким чином, делегати прийняли компромісний варіант, що дозволяє застосування імпічменту за «зраду, хабарництво та інші тяжкі злочини і проступки».
Точне значення виразу «тяжкі злочини і проступки» дещо неоднозначне; деякі вчені, такі як Кевін Гутсман, стверджують, що воно може охопити навіть некримінальне зловживання владою. Які б не були його теоретичні рамки, Конгрес традиційно відноситься до імпічменту, як до заходів, які можуть бути використані тільки у крайніх випадках. Палата Представників фактично ініціювала процедуру імпічменту тільки 62 рази з 1789 року. Дві справи не дійшли до суду, тому що люди пішли у відставку.
Фактично здійснювались імпічменти, винесені 19 федеральним службовцям. З них 15 були федеральними суддями: тринадцять суддів районних судів, один суддя апеляційного суду (який також був членом Торговельного суду) і суддя Верховного Суду. З решти чотирьох двоє були президентами, один був членом Кабінету Міністрів, і один був сенатором США. З 19 усунених з посад чиновників вісім були засуджені. Один з них, колишній суддя Елсі Гастінгс, був обраний членом Палати Представників Сполучених Штатів Америки після того, як його зняли з посади.
Імпічмент 1797 року оголошений сенатору Вільяму Блаунту штату Теннессі був загнаний в глухий кут через те, що Сенат не мав юрисдикції над ним. Згодом Сенат заблокував обвинувачення щодо Блаунта, можливо, це було пов’язано з його непідсудністю, або з тим, що Блаунт був сенатором, у свою чергу сенатори не є державними службовцями федерального уряду і, отже, не підлягають імпічменту. Жоден інший член Конгресу не був усуненийз посади, хоча Конституція надає право Палаті виключати своїх членів (не членів іншої палати), кожен з яких вчинив дії, які дають на це підстави (див. список сенаторів Сполучених Штатів Америки, яких виключили або винесли догану і список представників США, яких виключають, осуджують, або виносять догану). Виключення передбачає зняття з посади представника або сенатора через неналежну поведінку обвинуваченої особи, але на відміну від імпічменту, виключення, не може привести до заборони обіймати зазначену посаду у майбутньому.

### Імпічмент президента США
За законом, президентські повноваження та обов'язки чітко не визначені. Суддя Роберт Х. Джексон писав у 1952 році, що існує «дійсно корисна нестача і недвозначність конкретних повноважень виконавчої влади, яка застосовується до конкретних проблем, які вона має вирішувати» .
Палата Представників тричі оголошувала імпічмент президентам США: Ендрю Джонсону у 1868 році, Біллу Клінтону у 1998 році, Дональду Трампу у 2019 році. У всіх трьох випадках Сенат не відправив цих президентів у відставку (що, однак, не скасовує факту імпічмента, тобто акту висловлення недовіри). 1974 року комітет судової влади Палати Представників запропонував оголосити імпічмент Ніксону, однак Ніксон подав у відставку до того, як резолюцію про імпічмент було винесено на розгляд Палати.
Перший в історії США імпічмент чинному на той час президенту Ендрю Джонсону Палата Представників Конгресу виголосила 4 лютого 1868 року 75 відсотками голосів. Рішення мав ухвалити Сенат. Суд у сенаті відбувався під головуванням Верховного судді США Селмона Чейза, судовий процес тривав протягом усієї весни 1868 року. 16 березня відбулося голосування про поведінку президента щодо Конгресу. Президент мав іти у відставку в разі, якби його визнали винним дві третини від загальної кількості депутатів. Голосування закінчилося з результатом 35 — «за» і 19 — «проти», тобто такого співвідношення було недостатньо для усунення з посади, спроба імпічменту виявилася невдалою.
Щодо Дональда Трампа в конгресі відбулось два голосування, по кожній з двох представлених статей звинувачень: статті про зловживання владою (набрала 230 голосів "за" і 197 голосів "проти"); статті про перешкоджання роботі конгресу (229 голосів "за" і 198  голосів "проти"). Для оголошення імпічменту було достатньо набрати 216 голосів за будь-яку з двох статей звинувачення.
Коли процес імпічменту застосовується до президента США, Голова Верховного Суду США зобов'язаний головувати під час розгляду справи у Сенаті. У всіх інших справах віцепрезидент веде процес як Голова Сенату. Деякі вчені припустили, що через прогалини у Конституції, віцепрезидент також буде головувати на його або її власному процесі імпічменту, але логіка цього аргументу була поставлена під сумнів.

### Федеральні державні службовці до яких застосовано процедуру імпічменту
| #  | Дата імпічменту       | Обвинувачена особа | Займана посада та орган | Обвинувачення | Результат | Посилання     |
| -- | --------------------- | ------------------ | --- | --- | --- | ------------- |
| 1  | 7 липня 1797 року.    |                    | Сенатор Сполучених Штатів (штат Теннессі                                                                                             | Організація політичної змови з метою надання допомоги Великій Британії у захопленні території Іспанії                             | Сенат відмовився прийняти імпічмент сенатора від Палати представників, замість того, щоб за допомогою власних владних повноважень виключити його зі складу Сенату. | [ 14 ]        |
| 2  | 2 березня 1803 року.  | Джон Піккерінг     | Суддя (округ Нью-Гемпшир) | Пияцтво та винесення незаконних рішень                                                                                            | Відсторонений від посади 12 березня 1804 року. | [ 14 ] [ 15 ] |
| 3  | 12 березня 1804 року. |                    | Член Верховного суду (Верховний суд Сполучених Штатів)                                                                               | Політична заангажованість та необґрунтовані рішення, винесення рішень з партійних міркувань                                       | Виправданий 1 березня 1805 року. | [ 15 ] [ 16 ] |
| 4  | 24 квітня 1830 року   |                    | Суддя (округ Міссурі) | Зловживання службовим становищем                                                                                                  | Виправданий 31 січня 1831 року | [ 14 ] [ 15 ] |
| 5  | 6 травня 1862 року    |                    | Суддя (Східний, Середній і Західний округ штату Теннессі)                                                                            | Підтримував Конфедерацію | Відсторонений від посади та позбавлений права її обіймати 26 червня 1862 року                                                                                      | [ 14 ] [ 15 ] |
| 6  | 24 лютого 1868 року.  |                    | Президент Сполучених Штатів Америки                                                                                                  | Порушення федерального закону про перебування Президента на посаді                                                                | Виправданий 26 березня 1868 | [ 14 ]        |
| 7  | 28 лютого 1873 року.  |                    | Суддя (округ Канзас) | Перебування в громадському місці у стані алкогольного сп'яніння                                                                   | Склав з себе повноваження 12 грудня 1873 року | [ 15 ] [ 17 ] |
| 8  | 2 березня 1876 року   |                    | Військовий міністр Сполучених Штатів Америки                                                                                         | Отримання хабаря/корупційні правопорушення                                                                                        | Виправданий після складання ним з себе повноважень 1 серпня 1876 року                                                                                              | [ 14 ]        |
| 9  | 13 грудня 1904 року.  | Чарльз Свейн       | Суддя (Північний округ штату Флорида)                                                                                                | Неспроможність проживати у своєму окрузі, зловживання службовим становищем                                                        | Виправданий 27 лютого 1905 року. | [ 14 ] [ 15 ] |
| 10 | 11 липня 1912 року.   |                    | Член Верховного суду Сполучених Штатів Америки (Торговельний суд Сполучених Штатів Америки); Суддя (Третій окружний апеляційний суд) | Неправомірне прийняття подарунків від позивачів і адвокатів                                                                       | Відсторонений від посади та позбавлений права її обіймати 13 січня 1913 року.                                                                                      | [ 14 ] [ 15 ] |
| 11 | 1 квітня 1926 року    |                    | Суддя (Східний округ штату Іллінойс)                                                                                                 | Зловживання службовим становищем                                                                                                  | Склав з себе повноваження 4 листопада 1926 року, розгляд обвинувачень тривав до 13 грудня 1926 року.                                                               | [ 14 ] [ 15 ] |
| 12 | 24 лютого 1933 року.  | Гарольд Лаудербек  | Суддя (Північний округ Каліфорнії)                                                                                                   | Корупційні правопорушення | Виправданий 24 травня 1933 року. | [ 14 ] [ 15 ] |
| 13 | 2 березня 1936 року   | Хальстед Л. Ріттер | Суддя (Південний округ штату Флорида                                                                                                 | Чемперті/корупційні правопорушення, ухилення від сплати податку, зайняття юридичною практикою під час перебування на посаді судді | Відсторонений від посади 17 квітня 1936 року | [ 14 ] [ 15 ] |
| 14 | 22 липня 1986 року    |                    | Суддя (округ Невада) | Ухилення від сплати податку | Відсторонений від посади 9 жовтня 1986 року | [ 14 ] [ 15 ] |
| 15 | 3 серпня 1988 року    |                    | Суддя (Південний округ штату Флорида)                                                                                                | Отримання хабара, дача неправдивих свідчень під час проведення слідства                                                           | Відсторонений від посади 20 жовтня 1989 року | [ 14 ] [ 15 ] |
| 16 | 10 травня 1989 року   |                    | Головний суддя (Південний округ штату Міссісіпі)                                                                                     | Умисне введення в оману та дача неправдивих свідчень                                                                              | Відсторонений від посади 3 листопада 1989 року | [ 14 ] [ 15 ] |
| 17 | 19 грудня 1998 року   |                    | Президент Сполучених Штатів Америки                                                                                                  | Умисне введення в оману та перешкоджання здійсненню правосуддя                                                                    | Виправданий 12 лютого 1999 року | [ 14 ]        |
| 18 | 19 червня 2009 року   |                    | Суддя (Південний округ штату Техас)                                                                                                  | Сексуальне насильство і перешкоджання здійсненню правосуддя під час проведення слідства                                           | Склав з себе повноваження 30 червня 2009 року, розгляд обвинувачень тривав до 22 липня 2009 року                                                                   | [ 15 ] [ 18 ] |
| 19 | 11 березня 2010 року  |                    | Суддя (Східний округ штату Луїзіана)                                                                                                 | Незаконне розкриття фінансової інформації                                                                                         | Відсторонений від посади та позбавлений права її обіймати 8 грудня 2010 року                                                                                       | [ 15 ] [ 19 ] |

### Вимоги до імпічменту
У той час як фактичний імпічмент федерального державного службовця є рідкісною подією, вимоги імпічменту, особливо відносно президентів, є загальними,, повертаючись до адміністрації Джорджа Вашингтона середини 1790-х років. Насправді, більшість із 63 вищезгаданих резолюцій були надані у відповідь на дії президента.
Майже всі з них були здебільшого поверхневими і були поховані, як тільки вони були оголошені, деякі резолюції не мали очікуваного ефекту. Секретар казначейства Ендрю Меллон  та суддя Верховного Суду Сполучених Штатів Америки Ейб Фортас, подали у відставку у зв'язку із загрозою слухання процедури імпічменту, і, найбільш відоме – це подання у відставку Президента Річарда Ніксона після того, як Комітет Палати Представників судової влади оголосив статті імпічменту у яких обвинувачувався президент та оголосили початок процедури.

## Імпічмент у штатах
Легіслатури штатів можуть оголосити імпічмент державним чиновникам, включаючи губернаторів. Судове провадження у справі імпічменту може дещо відрізнятися від Федеральної моделі — у Нью-Йорку, наприклад, Асамблея (нижня палата) вимагатиме імпічменту, а Сенат штату розглядає справу, однак члени Апеляційного суду штату Нью-Йорк, який складається з семи суддів (найвищий суд штату, Конституційний Суд), засідають з сенаторами як присяжні засідателі. Імпічмент та зняття з посад губернаторів періодично відбувалося протягом всієї історії Сполучених Штатів, як правило, за звинуваченням у корупції. За загальним підрахунком не менше одинадцяти губернаторів США зіткнулися із процедурою імпічменту; дванадцятий, губернатор Лі Крюс штату Оклахома, уникнув імпічменту завдяки одному голосу у 1912 році.
Нещодавно Джон Роуленд губернатор штату Коннектикут, пішов у відставку, однак не завдяки імпічменту, а у зв’язку з подіями які неминуче призвели б до нього. Останній імпічмент губернатора штату відбувся 14 січня 2009 року, коли Палата Представників штату Іллінойс проголосувала 117 проти 1 за імпічмент Рода Благоєвича за звинуваченням у корупції [. Згодом 29 січня він був відсторонений від посади із забороною обіймати в подальшому посади Сенату штату Іллінойс. Він був восьмим губернатором штату США відсторонений від посади у порядку імпічменту.
Процедура імпічменту, або відсторонення місцевих чиновників широко варіюється. Наприклад, у Нью-Йорку мер відсторонюється від посади безпосередньо губернатором «за результатами чуток» за звинуваченням - у законі немає уточнення того, які звинувачення є необхідними або які підстави повинен знайти губернатор для того, щоб зняти з посади мера.

### Державні службовці до яких була застосована процедура імпічменту в окремих штатах
| Дата                                                                         | Обвинувачена особа   | Посада                                                       | Результат |
| ---------------------------------------------------------------------------- | -------------------- | ------------------------------------------------------------ | --- |
| 1804 рік                                                                     |                      | Асоційований суддя, суд загальної юрисдикції штату Огайо     | Відсторонений від посади |
| 1832 рік                                                                     |                      | Член Верховного суду, Верховний Суд штату Іллінойс           | Виправданий |
| 26 лютого 1862 року                                                          | Чарльз Л. Робінсон   | Державний секретар штату Канзас                              | Відсторонений від посади 12 червня 1862 року.                                                                                            |
| 26 лютого 1862 року                                                          | Джон Вінтер Робінсон | Державний аудитор штату Канзас                               | Відсторонений від посади 16 червня 1862 року..                                                                                           |
| 26 грудня 1862 року                                                          | Джордж С. Гіллер     | Губернатор штату Північна Кароліна                           | Відсторонений від посади |
| 1871 рік                                                                     |                      | Губернатор штату Небраска                                    | Відсторонений від посади |
| 1872 рік                                                                     |                      | Губернатор штату Луїзіана                                    | «Відсторонений від посади», однак процедуру судового розгляду проведено не було                                                          |
| Грудень 1872                                                                 |                      | Губернатор штату Флорида                                     | Виправданий |
| 1876 рік                                                                     |                      | Губернатор штату Міссісіпі                                   | Склав з себе повноваження |
| 1888 рік                                                                     |                      | Державний казначей штату Канзас                              | Відсторонений від посади |
| 13 серпня 1913 року                                                          |                      | Губернатор штату Нью-Йорк                                    | Відсторонений від посади 17 жовтня 1913 року                                                                                             |
| липень 1917 року                                                             |                      | Губернатор штату Техас                                       | Відсторонений від посади |
| 23 жовтня 1923 року                                                          |                      | Губернатор штату Оклахома                                    | Відсторонений від посади |
| 21 січня 1929 року                                                           | Генрі С. Джонстон    | Губернатор штату Оклахома                                    | Відсторонений від посади |
| 6 квітня 1929 року                                                           |                      | Губернатор штату Луїзіана                                    | Виправданий |
| травень 1958 року                                                            | Рольстон Скулфилд    | Суддя округу Гамільтон Кримінального суду штату Теннессі     | Відсторонений від посади 11 липня 1958 року                                                                                              |
| 14 березня 1984 року                                                         | Пол Дуглас           | Генеральний прокурор штату Небраска                          | Виправданий Верховним судом штату Небраска 4 травня 1984 року                                                                            |
| 6 лютого 1988 року                                                           | Еван Мехем           | Губернатор штату Аризона                                     | Відсторонений від посади 4 квітня 1988 року                                                                                              |
| 30 березня 1989 року                                                         | А. Джеймс Манчин     | Державний казначей штату Західна Вірджинія                   | Подав у відставку 9 липня 1989 року, перш ніж розпочався судовий процес                                                                  |
| 25 січня 1991 року                                                           | Ворд «Буч» Бернет    | Уповноважений з питань сільського господарства штату Кентукі | Подав у відставку 6 лютого 1991 року, перш ніж розпочався судовий процес                                                                 |
| 24 травня 1994 року                                                          | Рольф Ларсен         | Член Верховного суду штату Пенсильванія                      | Відсторонений від посади 4 жовтня 1994 року й позбавлений права обіймати державні посади у штаті Пенсильванія                            |
| 6 жовтня 1994 року                                                           | Юдіт Моріарті        | Державний секретар штату Міссурі                             | Відсторонений від посади Верховним судом штату Міссурі 12 грудня 1994 року                                                               |
| 11 листопада 2004 року                                                       | Кетті Августін       | Державний контролер штату Невада                             | Обвинувальний вирок винесено 4 грудня 2004 року, не знято з посади                                                                       |
| 11 квітня 2006 року                                                          | Давід Гергерд        | Член опікунської ради Університету штату Небраска            | Відсторонений від посади Верховним судом штату Небраска 7 липня 2006 року                                                                |
| 8 січня 2009 року (перше голосування) 14 січня 2009 року (друге голосування) |                      | Губернатор штату Іллінойс                                    | Відсторонений від посади 29 січня 2009 року та заборонено обіймати державні посади у штаті Іллінойс Закінчення 95-ї Генеральної Асамблеї |
| 8 січня 2009 року (перше голосування) 14 січня 2009 року (друге голосування) |                      | Губернатор Північних Маріанських островів                    | Подав у відставку 20 лютого 2013 року |
| 11лютого 2013 року                                                           |                      | Губернатор Північних Маріанських островів                    | Подав у відставку 20 лютого 2013 року |